# Los ojos perdidos
Los ojos perdidos és una pel·lícula espanyola de drama bèl·lic del 1966 en blanc i negre escrita i dirigida per Rafael García Serrano, amb el guió basat en la seva novel·la del mateix nom i descriu una història d'amor en el bàndol franquista de la guerra civil espanyola.

## Sinopsi
L'abril de 1937, en plena guerra civil espanyola Margarita Sanz, filla del cap d'una fàbrica de municions rep una carta del seu estimat Luis, on recorda com es van conèixer a Sant Sebastià quan ell es trobava de pas cap el front del nord per lluitar en el bàndol franquista com a alferes provisional malgrat que el seu pare és un oficial lleial a la república. En les poques hores que van passar junts es van enamorar i van fer plans pel futur, malgrat la incertesa del conflicte.

## Repartiment
- Jesús Aristu...	Luis Valle
- Dyanik Zurakowska 	...	Margarita Sanz
- Manuel Zarzo 	...	Leoncio
- Manuel Tejada	 ...	Pablo
- Bárbara Teyde ...	Consuelo
- Ángela Rhu	...	Carmela

## Premis
Als Premis del Sindicat Nacional de l'Espectacle de 1966 va rebre el premi especial de 220.000 pessetes a la millor pel·lícula i el premi al millor guió.